# 고창 오거리 당산
고창 오거리 당산(高敞 五巨里 堂山)은 대한민국 전북특별자치도 고창군 고창읍 읍내리에 있는 조선시대의 당산이다. 1969년 12월 15일 대한민국의 국가민속문화재 제14호로 지정되었다.

## 개요
고창읍 중앙동에 위치한 당산이다. 당산은 민간신앙에서 신이 있다고 믿고 섬기는 것으로, ‘당’혹은 ‘신당’이라고도 한다. 중앙동을 중심으로 동·서·남 방향의 상거리·하거리·중거리에 각각 1쌍의 당산이 있고, 마을 북쪽의 교촌리에 3기의 당산이 있다. 이곳에서는 각 쌍의 당산을 할아버지당, 할머니당으로 부르는데, 그 이름에 따라 외형을 구분할 수 있는 특징은 없다. 처음에는 당산 5곳 모두 자연석이었지만 풍수지리설에 따라 중앙과 남·서방향에만 기의 원활한 흐름을 위해 화강암을 기둥모양으로 다듬어 세웠는데, 이것이 국가민속문화재로 지정된 중앙동·중거리·하거리 할아버지당이다.
중앙동 할아버지당은 6각기둥 정상에 둥근 갓을 쓴 모습이다. 중거리 할아버지당이 서 있는 곳은 예전의 당산터로, 4각의 돌기둥 위에 네모난 돌갓을 쓰고 있다. 하거리 할아버지당은 동네소유의 넓은 당산터에 위치하는데 세 당산 중 가장 높은 돌기둥으로 역시 갓을 올린 모습이다. 이들 당산이 쓰고 있는 갓모양을 본 떠 ‘삿갓비석’, ‘갓당산’이라 부르기도 한다.
마을의 안녕과 번영을 기원하며 마을 공동으로 지내는 당산제는 매년 음력 정월에 지냈으나 지금은 없어진 지 오래되었고, 다만 뜻 있는 개인이 정성을 드린다고 한다. 각각의 당산에 새겨진 기록으로 보아 모두 같은 해인 조선 순조 3년(1803)에 건립되었음을 알 수 있다.

## 참고 자료
- 고창 오거리 당산 - 국가유산청 국가유산포털